# 코지에니체군

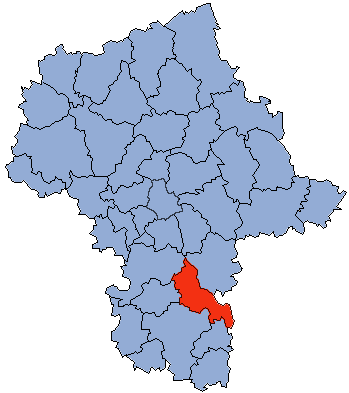
마조프셰주 지도에 표시된 코지에니체군의 위치

코지에니체군(폴란드어: powiat kozienicki)은 폴란드 마조프셰주에 위치한 군으로 군청 소재지는 코지에니체이며 면적은 916.96km2, 인구는 60,253명(2019년 기준), 인구 밀도는 66명/km2이다.
북쪽으로는 가르볼린군, 동쪽으로는 루블린주 리키군, 남동쪽으로는 루블린주 푸와비군, 남쪽으로는 즈볼렌군, 남서쪽으로는 라돔군, 서쪽으로는 비아워브제기군, 그루예츠군과 접한다. 7개 지방 자치체(1개 도시형 농촌, 6개 농촌)를 관할한다.

군기
군 문장